# Bos Automotive
Bos Automotive - BOS GmbH& Co. KG este o companie producătoare de componente auto din Germania.
Compania este lider mondial în producția de parasolare și sisteme de compartimentare a interiorului pentru industria automobilelor.

## Bos Automotive în România
Investițiile realizate de companie de la intrarea pe piața din România, în 2001, până în 2007 sunt de peste 11 milioane de euro.
Divizia din Arad a concernului automotive german este localizată în Zona Liberă Curtici-Arad, pe platforma aeroport, unde dispune de un complex de producție de 4 hectare.
Suprafața productivă pe care sunt instalate capacitățile de producție însumează 7.800 de metri pătrați.
Număr de angajați:
- 2010: 824[3]
- 2009: 683[3]
- 2007: 590[2]

Cifra de afaceri:
- 2010: 63 milioane euro[3]
- 2006: 48 milioane euro[2]